# Przychodzę z deszczem
Przychodzę z deszczem lub Przybywam w deszczu (ang. I Come with the Rain) – dreszczowiec–neo-noir stworzony przez francuskiego reżysera wietnamskiego pochodzenia Trần Anh Hùnga. Główną rolę zagrał Josh Hartnett. Zdjęcia kręcono w Los Angeles, Hongkongu i na Filipinach.
Film skupia się na historii trzech postaci: mordercy, detektywa, i zaginionego człowieka uosabiającego Chrystusa.

## Opis fabuły
Kline po dwóch latach po zabójstwie seryjnego mordercy, samozwańczego artysty – Hasforda, prowadzi śledztwo w sprawie zaginionego syna właściciela farmaceutycznego konsorcjum. Na Filipinach trafia na trop prowadzący do Hongkongu. Tam przypadkowo miesza się w sprawy mafii.

## Obsada
- Josh Hartnett – Kline
- Elias Koteas – Hasford
- Lee Byung-hun – Su Dongpo
- Takuya Kimura – Shitao
- Shawn Yue – Meng Zi
- Trần Nữ Yên Khê – Lili

## Muzyka
Muzykę do filmu napisał Gustavo Santaolalla. W dużej jednak mierze film przesiąka brzmieniami zespołu Radiohead oraz muzyką post-rockową tj. Explosions in the Sky, Godspeed You! Black Emperor oraz Thee Silver Mt. Zion.